# شوقي غريب
شوقي غريب هو لاعب كرة قدم سابق بنادي غزل المحلة ومنتخب مصر، ومدرب حالي.
كان يشغل مدرب مساعد وبعدها عمل في منصب المدير الفني منتخب مصر.

## روابط خارجية
- شوقي غريب على موقع قاعدة بيانات كرة القدم.إي يو (الإنجليزية)
- شوقي غريب على موقع ناشيونال فوتبول تيمز (الإنجليزية)
- شوقي غريب على موقع كووورة
- شوقي غريب على موقع أوليمبيديا (الإنجليزية)